# Stokkem
Stokkem és una antiga ciutat liegesa i una de les bones viles germàniques del principat de Lieja, de parla neerlandesa. A la fi de l'ocupació francesa 1795-1814, va passar al Regne Unit dels Països Baixos i el 1830 (1839) a Bèlgica, a la província de Limburg. Fou fusionada amb el municipi de Dilsen el 1970. Des de la reforma de l'estat de 1980 fa part de la regió flamenca.

## Història

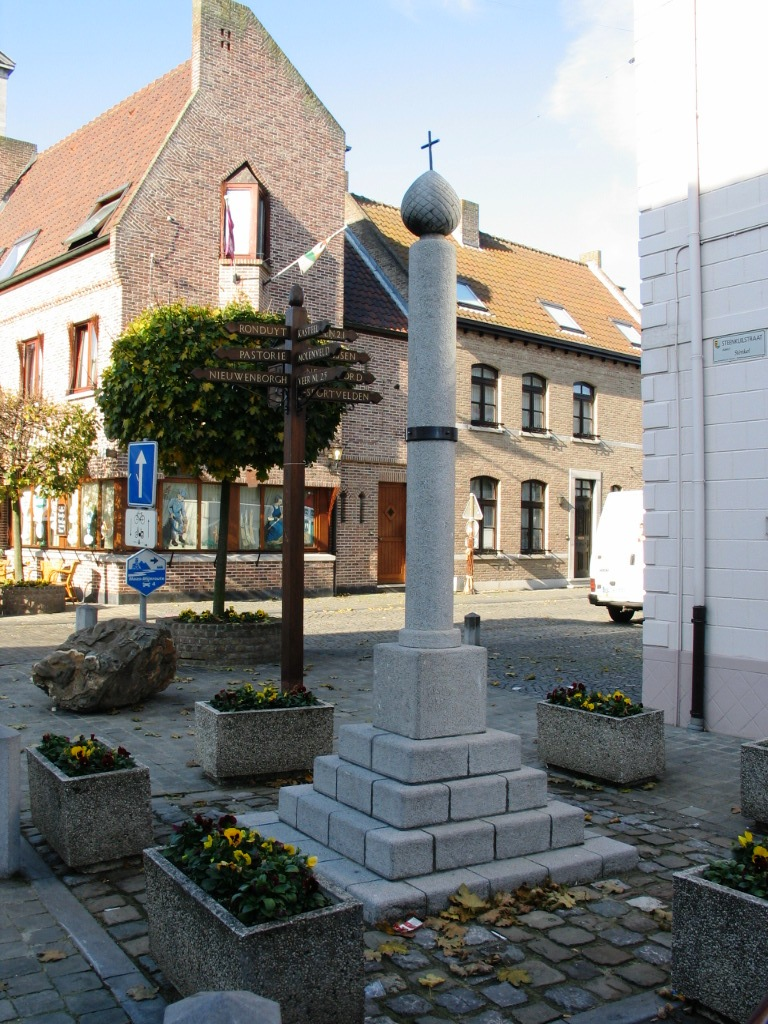
El perron, símbol del Principat

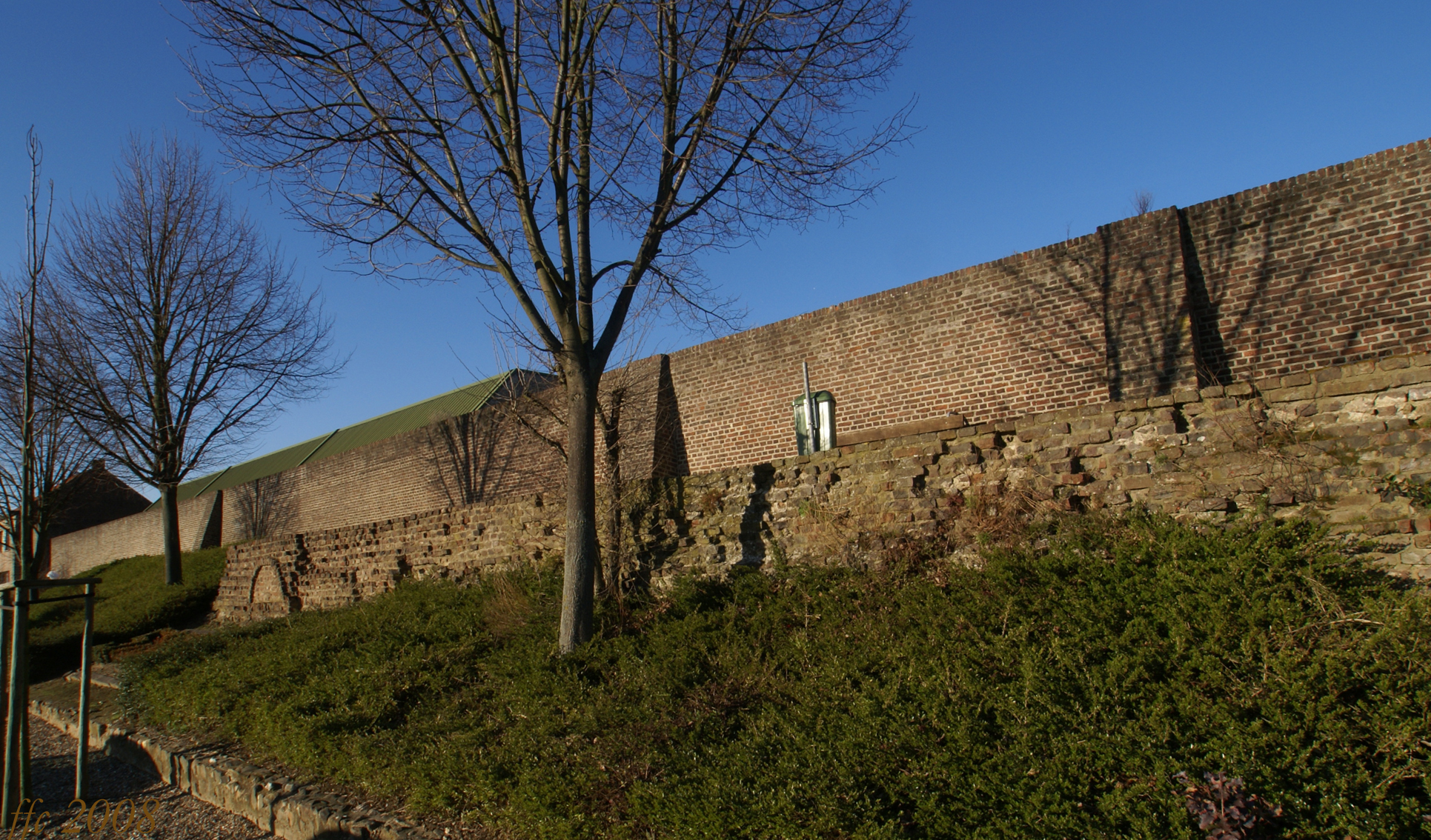
Muralla de la ciutat

El primer esment escrit es troba en una butlla del papa Luci III del 19 de novembre de 1181 a l'abadia de Siegburg, en la qual confirmà els seus privilegis i les possessions de l'Ecclesiam et cellam in Stockheim, mansum in Kessenich.
Stokkem, banyada pel riu Mosa, era una de les bones viles germàniques del Principat de Lieja, al comtat de Loon. L'any 1244 el comte Arnold IV de Loon li atorgà drets de ciutat, que implicaven entre altres privilegis el dret de construir muralles i d'erigir un perron, o sia una escalinata amb una columna al centre, símbol del Principat de Lieja, coronada d'un globus imperial, símbol del Sacre Imperi Romanogermànic.
El lloc tenia una posició estratègica en un gual al Mosa. Els comtes de Loon hi van construir un castell per defensar-se contra les invasions del ducat de Gueldre. Al segle xvi, el príncep-bisbe Erard de la Mark va eixamplar les fortificacions del castell.
El 5 de novembre de 1605, un incendi va destruir l'església i 350 cases; només 70 cases de la ciutat van sobreviure. La ciutat tenia 700 habitants. Durant el setge de Maastricht, les tropes de John Churchill I, duc de Marlborough, van infestar la ciutat. Encara avui, aquest episodi històric sobreviu en una cerimònia folklòrica anual durant la qual es fa la crema de Malbruc.

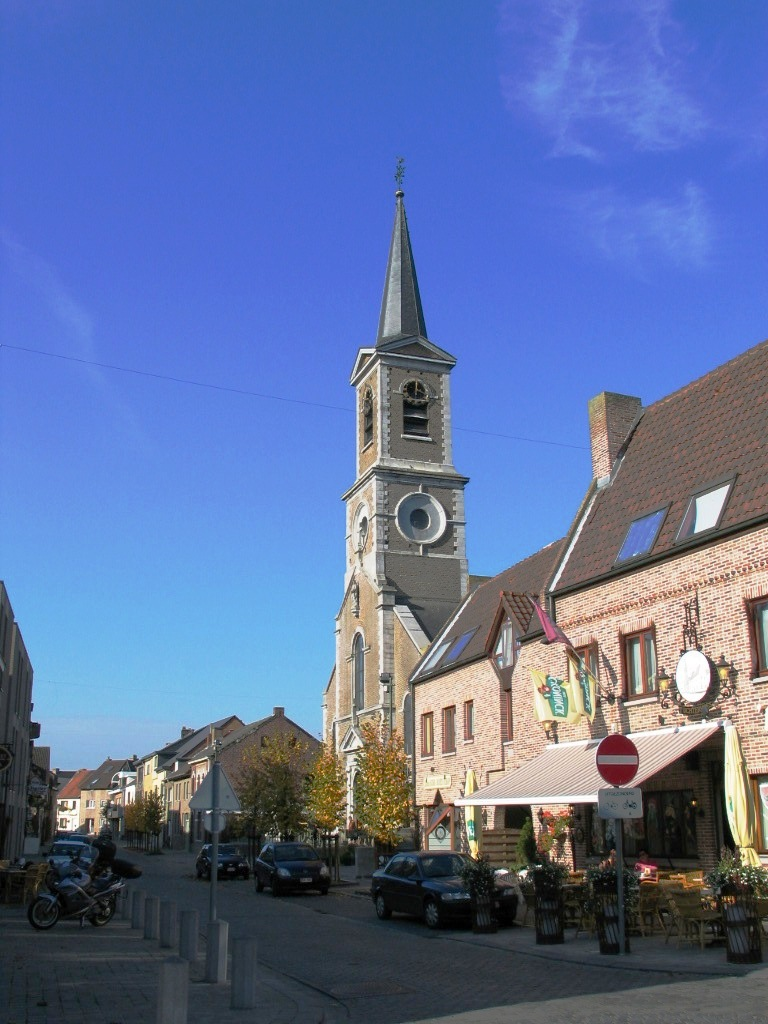
Església de Stokkem (31 d'octubre del 2005)

El 1702, les tropes de la República de les Set Províncies Unides van destruir el castell. La seva funció militar va minvar quan la ciutat de Maastricht va esdevenir una jurisdicció compartida de la Generalitat de la República de les Set Províncies Unides i del Principat de Lieja. La ciutat es trobava al marge del Mosa. El riu hi coneix un cabal molt irregular amb inundacions freqüents. Després d'un altre diluvi el 1814, el nucli Boyen d'un cop va trobar-se al marge esquerre, tallat del centre del municipi de Grevenbicht al qual pertanyia. Des d'aleshores aquest territori s'ha afegit a Stokkem. Setze (o 25) anys més tard, el llit nou del Mosa esdevindrà frontera d'estat. Al mapa de Stokkem sempre es veuen els restes de l'antic llit del riu.
Un altre incendi el 1839 en va destruir més 120 cases. Als segles xix i xx, la ciutat era coneguda pels cistellers, que hi tenien una escola professional.

## Actualitat
Diversos incendis i evolucions sociològiques van fer desaparèixer les muralles –només en queden petits trossos– i Stokkem va esdevenir una de les ciutats més petites del món durant el segle xx. Després de la fusió el 1970 amb Dilsen, la memòria de la ciutat gairebé va desaparèixer amb la desaparició del seu nom. L'any 1976, el municipi de Dilsen va optar pel nom combinat de Dilsen-Stokkem en memòria del passat gloriós de la petita ciutat.

## Punts d'interès
- De Wissen («les Canyes»), un centre d'informació per a visitants i escoles, tocant a la cistelleria i el riu Mosa.